# Prasino (Elida)
Prasino  este un oraș în Grecia în Prefectura Elida.